# آرین یون
آرین یون (زاده ۱۳۵۵ کابل) سیاستمدار افغانستانی و نماینده مردم ولایت ننگرهار در دوره‌های پانزدهم و شانزدهم مجلس نمایندگان است. وی در مجلس شانزدهم نمایندگان افغانستان عضو کمیسیون امور بین‌الملل می‌باشد.

## زندگی‌نامه
آرین یون زاده ۱۳۵۵ از شهر کابل است. وی تحصیلات متوسطه خود را در لیسه/دبیرستان آمنه فدوی کابل به پایان برد و سند ماستری/فوق لیسانس خود را در سال ۱۳۸۶ در رشته ادبیات پشتو از دانشگاه کابل کسب کرد.

## دیگر فعالیت‌ها
دیگر فعالیت‌های وی:
- تدریس در لیسه آمنه فدوی و دانشگاه امهات الموٰمنین.
- کارمند یوناما.
- عضو لویه جرگه اضطراری، قانون اساسی، مشورتی صلح.